# 愛知県の市町村旗一覧
愛知県の市町村旗一覧（あいちけんのしちょうそんきいちらん）は、愛知県内の市町村に制定されている、あるいは制定されていた市町村旗の一覧である。なお、一覧の順序は全国地方公共団体コード順による。廃止された市町村旗は廃止日から順に掲載している。

## 概要
- 愛知県の全自治体の旗は地色が白色を採用している自治体（名古屋市[1]・豊橋市[1]・岡崎市[1]・一宮市[1]・豊田市[1]・豊川市[1]・半田市[1]などの政令指定都市・中核市・一般都市）が多く占めている。

## 市部
| 市         | 市旗                  | 制定有無 | 制定日         | 旗の色                                                                                                  | 備考                                           |
| ---------- | --------------------- | -------- | -------------- | --- | ---------------------------------------------- |
| 名古屋市   |                       | なし     | なし           | 地色は白色であり、紋章は赤色が指定されている                                                            |                                                |
| 豊橋市     |                       | あり     | 1963年7月1日   | 地色は白色であり、紋章は紺色が指定されている                                                            |                                                |
| 岡崎市     |                       | あり     | 1962年4月1日   | 地色は白色であり、紋章は赤色が指定されている                                                            |                                                |
| 一宮市     |                       | あり     | 1966年4月1日   | 地色は白色であり、紋章は紺色が指定されている                                                            |                                                |
| 瀬戸市     |                       | なし     | なし           | 地色は臙脂色であり、紋章は白色が指定されている                                                          |                                                |
| 半田市     |                       | あり     | 1976年9月30日  | 地色は白色であり、紋章は青色が指定されている                                                            |                                                |
| 春日井市   |                       | あり     | 1990年3月31日  | 地色は白色であり、紋章は赤色が指定されている                                                            | 制定前は未制定であった                         |
| 豊川市     |                       | なし     | なし           | 地色は臙脂色であり、紋章は紺色が指定されている                                                          |                                                |
| 津島市     |                       | あり     | 1957年3月1日   | 地色は白色であり、紋章は紫色が指定されている                                                            |                                                |
| 碧南市     |                       | あり     | 1948年4月5日   | 地色は白色であり、紋章は赤色が指定されている                                                            |                                                |
| 刈谷市     | （①） （②）           | なし     | なし           | ①:地色は黒色であり、紋章は白色が指定されている ②:地色は黒色であり、紋章は白色が指定されている           |                                                |
| 豊田市     |                       | あり     | 1970年2月27日  | 地色は白色であり、紋章は紺色が指定されている                                                            |                                                |
| 安城市     |                       | あり     | 1960年5月5日   | 地色は白色であり、紋章は赤色が指定されている                                                            |                                                |
| 西尾市     |                       | あり     | 1965年3月25日  | 地色は白色であり、紋章は赤色が指定されている                                                            |                                                |
| 蒲郡市     |                       | あり     | 1989年4月8日   | 地色は青色であり、紋章は白色が指定されている                                                            | 制定前は未制定であった                         |
| 犬山市     |                       | なし     | なし           | 地色は白色であり、紋章は黒色が指定されている                                                            |                                                |
| 常滑市     |                       | なし     | なし           | 地色は青色であり、紋章は白色が指定されている                                                            |                                                |
| 江南市     |                       | あり     | 1981年3月      | 地色は白色であり、紋章は臙脂色が指定されている                                                          |                                                |
| 小牧市     |                       | あり     | 1955年4月1日   | 地色は白色であり、紋章は紺色が指定されている                                                            |                                                |
| 稲沢市     |                       | あり     | 1981年4月1日   | 地色は白色であり、紋章は紺色が指定されている                                                            |                                                |
| 新城市     |                       | あり     | 2005年10月1日  | 地色は白色であり、紋章は指定色が指定されている                                                          | 2代目の市旗である                              |
| 大府市     |                       | なし     | なし           | 地色は青紫色であり、紋章は白色が指定されている                                                          |                                                |
| 知多市     |                       | あり     | 1970年9月1日   | 地色は白色であり、紋章は青色が指定されている                                                            |                                                |
| 知立市     |                       | なし     | なし           | 地色は白色であり、紋章は紫色が指定されている                                                            |                                                |
| 尾張旭市   | （一般用） （行事用） | なし     | なし           | 一般用:地色は白色であり、紋章は赤色が指定されている 行事用:地色は白色であり、紋章は緑色が指定されている |                                                |
| 高浜市     |                       | なし     | なし           | 地色は白色であり、紋章は紺色が指定されている                                                            |                                                |
| 岩倉市     |                       | あり     | 1991年12月25日 | 地色は緑色であり、紋章は白色が指定されている                                                            | 制定前は未制定であった                         |
| 豊明市     |                       | なし     | なし           | 地色は青色であり、紋章は赤色・縁部分は白色が指定されている                                              |                                                |
| 日進市     |                       | なし     | なし           | 地色は緑色であり、紋章は白色が指定されている                                                            |                                                |
| 田原市     |                       | なし     | なし           | 地色は白色であり、紋章は指定色が指定されている                                                          | 2代目の市旗である                              |
| 愛西市     |                       | なし     | なし           | 地色は白色であり、紋章は指定色が指定されている                                                          |                                                |
| 清須市     |                       | なし     | なし           | 地色は白色であり、紋章は指定色が指定されている                                                          |                                                |
| 北名古屋市 |                       | なし     | なし           | 地色は白色であり、紋章は指定色が指定されている                                                          |                                                |
| 弥富市     |                       | なし     | なし           | 地色は白色であり、紋章は青色が指定されている                                                            |                                                |
| みよし市   |                       | あり     | 2005年3月31日  | 地色は白色であり、紋章は紺色が指定されている                                                            | 三好町旗として制定され、市制施行後に継承される |
| あま市     |                       | なし     | なし           | 地色は白色であり、紋章は緑色が指定されている                                                            |                                                |
| 長久手市   |                       | なし     | なし           | 地色は白色であり、紋章は緑色が指定されている                                                            |                                                |

## 町村部
| 郡         | 町村     | 町村旗 | 制定有無 | 制定日         | 旗の色                                                           | 備考              |
| ---------- | -------- | ------ | -------- | -------------- | ---------------------------------------------------------------- | ----------------- |
| 愛知郡     | 東郷町   |        | あり     | 1970年5月13日  | 地色は白色であり、紋章は緑色が指定されている                     |                   |
| 西春日井郡 | 豊山町   |        | なし     | なし           | 地色は白色であり、紋章は青色が指定されている                     |                   |
| 丹羽郡     | 大口町   |        | あり     | 2002年3月29日  | 地色は紺色であり、紋章は白色が指定されている                     |                   |
| 丹羽郡     | 扶桑町   |        | なし     | なし           | 地色は白色であり、紋章は青色が指定されている                     |                   |
| 海部郡     | 大治町   |        | なし     | なし           | 地色は白色であり、紋章は青色が指定されている                     |                   |
| 海部郡     | 蟹江町   |        | なし     | なし           | 地色は白色であり、紋章は緑色が指定されている                     |                   |
| 海部郡     | 飛島村   |        | あり     | 1980年3月25日  | 地色は緑色であり、紋章は白色が指定されている                     |                   |
| 知多郡     | 阿久比町 |        | なし     | なし           | 地色は白色であり、紋章は青色が指定されている                     |                   |
| 知多郡     | 東浦町   |        | なし     | なし           | 地色は白色であり、紋章は黒色が指定されている                     |                   |
| 知多郡     | 南知多町 |        | なし     | なし           | 地色は白色であり、紋章は青色が指定されている                     |                   |
| 知多郡     | 美浜町   |        | なし     | なし           | 地色は白色であり、紋章は青色が指定されている                     |                   |
| 知多郡     | 武豊町   |        | あり     | 1974年10月5日  | 地色は青（ターコイズブルー）色であり、紋章は白色が指定されている |                   |
| 額田郡     | 幸田町   |        | あり     | 2012年5月1日   | 地色は緑色であり、紋章は白色が指定されている                     |                   |
| 北設楽郡   | 設楽町   |        | あり     | 2005年11月21日 | 地色は白色であり、紋章は指定色が指定されている                   | 2代目の町旗である |
| 北設楽郡   | 東栄町   |        | なし     | なし           | 地色は臙脂色であり、紋章は白色が指定されている                   |                   |
| 北設楽郡   | 豊根村   |        | なし     | なし           | 地色は深緑色であり、紋章は黄色が指定されている                   |                   |

## 廃止された市町村旗
| 市郡       | 町村       | 市町村旗 | 制定有無 | 制定日         | 廃止日         | 旗の色                                                     | 備考             |
| ---------- | ---------- | -------- | -------- | -------------- | -------------- | ---------------------------------------------------------- | ---------------- |
| 渥美郡     | 赤羽根町   |          | あり     | 1978年11月1日  | 2003年8月20日  | 地色は明るい緑色であり、紋章は赤色が指定されている         |                  |
| 尾西市     |            |          | あり     | 1955年6月1日   | 2005年4月1日   | 地色は白色であり、紋章は黒色が指定されている               |                  |
| 葉栗郡     | 木曽川町   |          | なし     | なし           | 2005年4月1日   | 地色は青色であり、紋章は白色が指定されている               |                  |
| 西加茂郡   | 藤岡町     |          | なし     | なし           | 2005年4月1日   | -                                                          |                  |
| 西加茂郡   | 小原村     |          | なし     | なし           | 2005年4月1日   | -                                                          |                  |
| 東加茂郡   | 足助町     |          | なし     | なし           | 2005年4月1日   | 地色は白色であり、紋章は紺色が指定されている               |                  |
| 東加茂郡   | 下山村     |          | なし     | なし           | 2005年4月1日   | -                                                          |                  |
| 東加茂郡   | 旭町       |          | なし     | なし           | 2005年4月1日   | -                                                          |                  |
| 東加茂郡   | 稲武町     |          | なし     | なし           | 2005年4月1日   | 地色は白色であり、紋章は紺色が指定されている               |                  |
| 中島郡     | 祖父江町   |          | なし     | なし           | 2005年4月1日   | 地色は白色であり、紋章は青色が指定されている               |                  |
| 中島郡     | 平和町     |          | なし     | なし           | 2005年4月1日   | 地色は白色であり、紋章は青色が指定されている               |                  |
| 海部郡     | 佐屋町     |          | なし     | なし           | 2005年4月1日   | 地色は紺色であり、紋章は白色が指定されている               |                  |
| 海部郡     | 立田村     |          | なし     | なし           | 2005年4月1日   | 地色は白色であり、紋章は藍色が指定されている               |                  |
| 海部郡     | 八開村     |          | なし     | なし           | 2005年4月1日   | 地色は白色であり、紋章は紫色が指定されている               |                  |
| 海部郡     | 佐織町     |          | なし     | なし           | 2005年4月1日   | 地色は白色であり、紋章は海老茶色が指定されている           |                  |
| 西春日井郡 | 西枇杷島町 |          | なし     | なし           | 2005年7月7日   | -                                                          |                  |
| 西春日井郡 | 清洲町     |          | なし     | なし           | 2005年7月7日   | -                                                          |                  |
| 西春日井郡 | 新川町     |          | なし     | なし           | 2005年7月7日   | 地色はスカイブルー色であり、紋章は白色が指定されている     |                  |
| 新城市     |            |          | あり     | 1967年12月26日 | 2005年10月1日  | 地色は白色であり、紋章は赤色が指定されている               | 初代の市旗である |
| 南設楽郡   | 鳳来町     |          | なし     | なし           | 2005年10月1日  | 地色は白色であり、紋章は緑色が指定されている               |                  |
| 南設楽郡   | 作手村     |          | なし     | なし           | 2005年10月1日  | 地色は紺色であり、紋章は白色が指定されている               |                  |
| 田原市     |            |          | なし     | なし           | 2005年10月1日  | 地色は白色であり、紋章は赤色が指定されている               |                  |
| 渥美郡     | 渥美町     |          | なし     | なし           | 2005年10月1日  | 地色は朱色であり、紋章は白色が指定されている               |                  |
| 北設楽郡   | 設楽町     |          | あり     | 2000年3月31日  | 2005年10月1日  | 地色は白色であり、紋章は赤色が指定されている               | 初代の町旗である |
| 北設楽郡   | 津具村     |          | なし     | なし           | 2005年10月1日  | 地色は白色であり、紋章は銀色・緑色が指定されている         |                  |
| 北設楽郡   | 富山村     |          | なし     | なし           | 2005年11月27日 | -                                                          |                  |
| 額田郡     | 額田町     |          | なし     | なし           | 2006年1月1日   | 地色は青色であり、紋章は赤色が指定されている               |                  |
| 宝飯郡     | 一宮町     |          | なし     | なし           | 2006年2月1日   | 地色は白色であり、紋章は青色が指定されている               |                  |
| 西春日井郡 | 師勝町     |          | なし     | なし           | 2006年3月20日  | 地色は白色であり、紋章は緑色が指定されている               |                  |
| 西春日井郡 | 西春町     |          | なし     | なし           | 2006年3月20日  | 地色は白色であり、紋章は紺色が指定されている               |                  |
| 海部郡     | 十四山村   |          | あり     | 1986年11月3日  | 2006年4月1日   | 地色はセルリアンブルー色であり、紋章は白色が指定されている |                  |
| 宝飯郡     | 音羽町     |          | なし     | なし           | 2008年1月15日  | 地色は白色であり、紋章は緑色が指定されている               |                  |
| 宝飯郡     | 御津町     |          | なし     | なし           | 2008年1月15日  | 地色は紺色であり、紋章は白色が指定されている               |                  |
| 西春日井郡 | 春日町     |          | なし     | なし           | 2008年10月1日  | -                                                          |                  |
| 宝飯郡     | 小坂井町   |          | あり     | 1972年10月1日  | 2010年2月1日   | 地色は白色であり、紋章は赤色が指定されている               |                  |
| 海部郡     | 七宝町     |          | なし     | なし           | 2010年3月22日  | 地色は白色であり、紋章は紺色が指定されている               |                  |
| 海部郡     | 美和町     |          | なし     | なし           | 2010年3月22日  | 地色は白色であり、紋章は紺色が指定されている               |                  |
| 海部郡     | 甚目寺町   |          | なし     | なし           | 2010年3月22日  | 地色は白色であり、紋章は青色が指定されている               |                  |
| 幡豆郡     | 一色町     |          | あり     | 1966年12月23日 | 2011年4月1日   | 地色は白色であり、紋章は赤色が指定されている               |                  |
| 幡豆郡     | 吉良町     |          | なし     | なし           | 2011年4月1日   | 地色は白色であり、紋章は赤色が指定されている               |                  |
| 幡豆郡     | 幡豆町     |          | あり     | 1967年9月18日  | 2011年4月1日   | 地色は白色であり、紋章は赤色が指定されている               |                  |

### 書籍
- 中川幸也『シリーズ人間とシンボル第2号「都市の旗と紋章」』中川ケミカル、1987年10月11日。
- NHK情報ネットワーク『NHKふるさとデータブック5 [東海]』日本放送協会、1992年4月1日。

### 自治体書籍
- 赤羽根町役場『赤羽根町例規集』愛知県渥美郡赤羽根町。
- 新城市役所『旧・新城市例規集』愛知県新城市。
- 十四山村役場『十四山村例規集』愛知県海部郡十四山村。
- 吉良町役場『吉良町例規集』愛知県幡豆郡吉良町。
- 幡豆町役場『幡豆町例規集』愛知県幡豆郡幡豆町。

### パンフレット
- 清須市役所『清須市章デザインマニュアル』愛知県清須市。